# Eupithecia inassignata
Eupithecia inassignata är en fjärilsart som beskrevs av Claude Herbulot 1988. Eupithecia inassignata ingår i släktet Eupithecia och familjen mätare. Inga underarter finns listade i Catalogue of Life.